# محوطه شوشکیم
محوطه شوشکیم مربوط به دوره اشکانیان است و در شهرستان سرباز، بخش مرکزی، دهستان پارود، ۵۰۰ متری جنوب روستای شوشکیم واقع شده و این اثر در تاریخ ۲۷ اسفند ۱۳۸۷ با شمارهٔ ثبت ۲۶۴۷۵ به‌عنوان یکی از آثار ملی ایران به ثبت رسیده است.